# Cambefortius
Cambefortius là một chi bọ cánh cứng thuộc họ Scarabaeidae.